# Test immersyjny Luskinda
Test immersyjny Luskinda – badanie zdolności ochronnych maści uwzględniające jakość wytworzonego za pomocą maści filmu.

## Wykonanie
Na szkiełku podstawowym rozciera się badaną maść ochronną i zanurza do połowy w roztworze, przed którym maść ma zabezpieczać skórę. Po upływie określonego czasu porównuje się wygląd filmu zanurzonego i nie zanurzonego, oceniając na tej podstawie wartość ochronną.